# Ornithodoros coniceps
La zecca molle del pollame (Ornithodoros coniceps Canestrini, 1890) è una zecca molle che parassita principalmente uccelli, ma raramente può parassitare anche mammiferi.
È molto comune nelle zone rurali, ma può essere trovata anche in città.